# Hans Dobbertin (Kryptologe)
Hans Dobbertin (* 17. April 1952 in Herkensen; † 2. Februar 2006 in Bochum) war ein deutscher Mathematiker und Kryptologe. Er war Lehrstuhlinhaber für Kryptologie und Informationssicherheit an der Ruhr-Universität Bochum.

## Leben
Seine Eltern waren der Lehrer Hans Dobbertin und Anneliese, geb. Kamp. Er besuchte ab 1959 die Volksschule Eldagsen, 1963–1969 die Tellkampfschule Hannover und 1969–1973 ein neusprachliches Gymnasium.
Dobbertin studierte Mathematik und promovierte 1983 mit der Arbeit Verfeinerungsmonoide, Vaught Monoide und Boolesche Algebren am Fachbereich Mathematik  der Universität Hannover. Er habilitierte sich 1986 in Hannover und wechselte als außerordentlicher Professor zum Bundesamt für Sicherheit in der Informationstechnik (BSI). Beim BSI war Dobbertin an der Analyse von Hash-Funktionen beteiligt und entwickelte in den 1990er Jahren neue Methoden, um Hash-Algorithmen der MD4-Familie zu brechen. Er zeigte auf, dass ebenso der als sicher geltende Nachfolger MD5 Schwachstellen enthält. Mit diesen Arbeiten wurde er auch als Kryptologe international bekannt. 2004 wurde diese Aussage von chinesischen Forschern bestätigt. Des Weiteren war Dobbertin an der Entwicklung des Hash-Algorithmus RIPEMD-160 beteiligt.
Nach einem kurzen Aufenthalt an der Universität Klagenfurt (Österreich) wurde Hans Dobbertin im Jahr 2001 zum Lehrstuhlinhaber für Kryptologie und Informationssicherheit der Ruhr-Universität Bochum berufen. 2003 eröffnete er als Gründungsdirektor das Horst-Görtz-Institut für IT-Sicherheit (HGI) an der Ruhr-Universität.
Weitere Schwerpunkte der Lehr- und Forschungsarbeit von Dobbertin waren Blockchiffren, Stromchiffren, asymmetrische Verfahren und elliptische Kurven.
Hans Dobbertin starb an den Folgen eines Krebsleidens.

## Schriften
- mit Vincent Rijmen, Aleksandra Sowa (Hrsg.): Advanced Encryption Standard. 4. Internationale Konferenz AES, Bonn, 10.–12. Mai 2004. Springer, Berlin 2005, ISBN 3-540-26557-0.